# Astragalus atrifructus
Astragalus atrifructus är en ärtväxtart som beskrevs av Werner Rodolfo Greuter och Hervé Maurice Burdet. Astragalus atrifructus ingår i släktet vedlar, och familjen ärtväxter. Inga underarter finns listade i Catalogue of Life.